# Филонов, Павел Николаевич
Па́вел Никола́евич Фило́нов (8 [20] января 1883[…], Москва — 3 декабря 1941[…], Ленинград) — русский и советский художник (художник−исследователь, как он официально именовал себя сам), иллюстратор, поэт, преподаватель, один из лидеров русского авангарда; основатель, теоретик, практик и учитель аналитического искусства — уникального реформирующего направления живописи и графики первой половины XX века, оказавшего и оказывающего заметное влияние на творческие умонастроения многих художников и литераторов новейшего времени.

## Биография

### 1883—1914

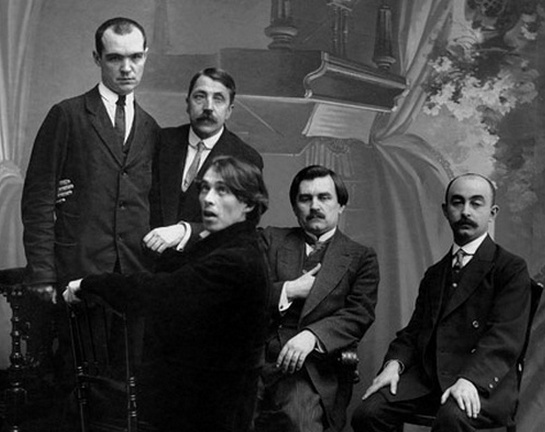
Слева направо: Павел Филонов, Михаил Матюшин, Алексей Кручёных, Казимир Малевич, Иосиф Школьник. Фото 1913 года

Родители Филонова, как он сам писал, — «мещане г. Рязани»; все многочисленные члены семьи значились в податных книгах и посемейных списках Рязанской мещанской управы до 1917 года.
Отец — Николай Иванов, крестьянин села Реневка Ефремовского уезда Тульской губернии, до августа 1880 года — «бесфамильный»; предположительно, за ним фамилия «Филонов» была закреплена при переезде семьи в Москву. Сам Филонов указывает, что отец работал кучером, извозчиком. О матери, Любови Николаевне, он сообщал лишь то, что она брала бельё в стирку.
В 1894—1897 годах — ученик городской («Каретнорядной») приходской школы (Москва), которую окончил с отличием. За год до этого от чахотки умерла его мать.
После переезда в Петербург в 1897 году поступил в живописно-малярные мастерские и по их окончании работал «по малярно-живописному делу». Параллельно, с 1898 года посещал вечерние рисовальные классы Общества поощрения художеств, а с 1903 года — учился в частной мастерской академика Льва Дмитриева-Кавказского.
В 1905—1907 годах путешествовал по Волге, Кавказу, посетил Иерусалим.
Завершив занятия в частной мастерской, пытался трижды поступить в Петербургскую Академию художеств; в 1908 году был принят вольнослушателем в школу при Академии художеств, из которой «добровольно вышел» в 1910 году.

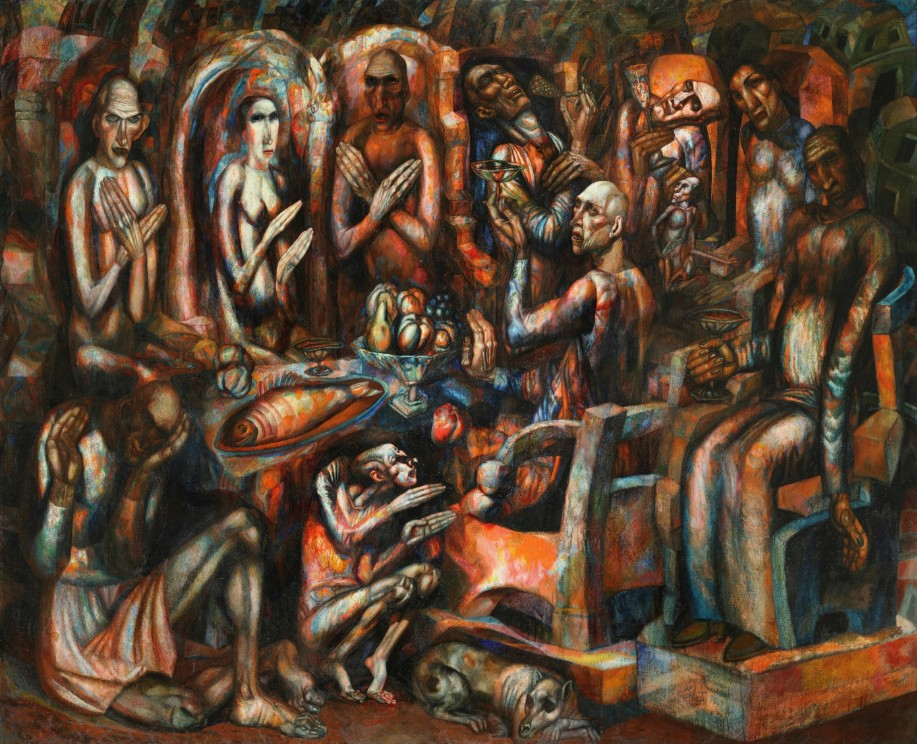
Пир королей. 175×215, холст, масло, 1913. Государственный Русский музей

В 1910 году участвовал в выставке «Союза молодёжи», созданного по инициативе Волдемара Матвея, Елены Гуро и Михаила Матюшина; зимой того же года, по собственному утверждению, написал «первую картину» — «Головы» (картон, масло, 28,5×47,5 см).
Участвовал в выставках и мероприятиях «Союза…» до его распада в 1914 году. К этому периоду относятся «Пир королей» (1913, холст, масло, 175×215 см), «Крестьянская семья» (1914, холст, масло, 159×128 см), «Мужчина и женщина» (1912—1913, бумага, смеш. техника, 31×23,3 см), а также многочисленные работы на бумаге и картоне, которые Филонов называл «формулами»: формула цветка, городового, пролетариата и т. п.
В 1912 году написал статью «Канон и закон», где уже ясно сформулированы принципы аналитического искусства: антикубизм, принцип «органического» — от частного к общему. Филонов не отрывается от природы, как кубисты, но стремится её постичь, анализируя элементы формы в их непрерывном развитии.
Совершал поездки по Италии, Франции и в 1913 году оформлял декорации для постановки трагедии Владимира Маяковского «Владимир Маяковский» в театре петербургского Луна-парка.
В начале 1910-х годов произошло сближение Павла Филонова и Велимира Хлебникова. Прототипом художника в рассказе Хлебникова «Ка» является Филонов:
…Я встретил одного художника и спросил, пойдёт ли он на войну? Он ответил: «Я тоже веду войну, только не за пространство, а за время. Я сижу в окопе и отымаю у прошлого клочок времени. Мой долг одинаково тяжёл, что и у войск за пространство». Он всегда писал людей с одним глазом. Я смотрел в его вишнёвые глаза и бледные скулы. Ка шёл рядом. Лился дождь. Художник писал пир трупов, пир мести...
Мертвецы величаво и важно ели овощи, озаренные подобным лучу месяца бешенством скорби.
Филонов написал портрет поэта (1913; не сохранился) и иллюстрировал его «Изборник» (1914), а в 1915 году опубликовал свою поэму «Пропевень о проросли мировой» с собственными иллюстрациями.
В творчестве Павла Филонова и Велимира Хлебникова наблюдается явное духовное родство и взаимовлияние: как в изобразительных принципах Павла Филонова — и графических опытах Велимира Хлебникова, так и в поэтическом строе, метрике последнего — и особенностях звучания, построения литературного языка первого. Возникшее соавторство было единственным, как и единственным — этот случай участия П. Филонова в литографских изданиях футуристов.

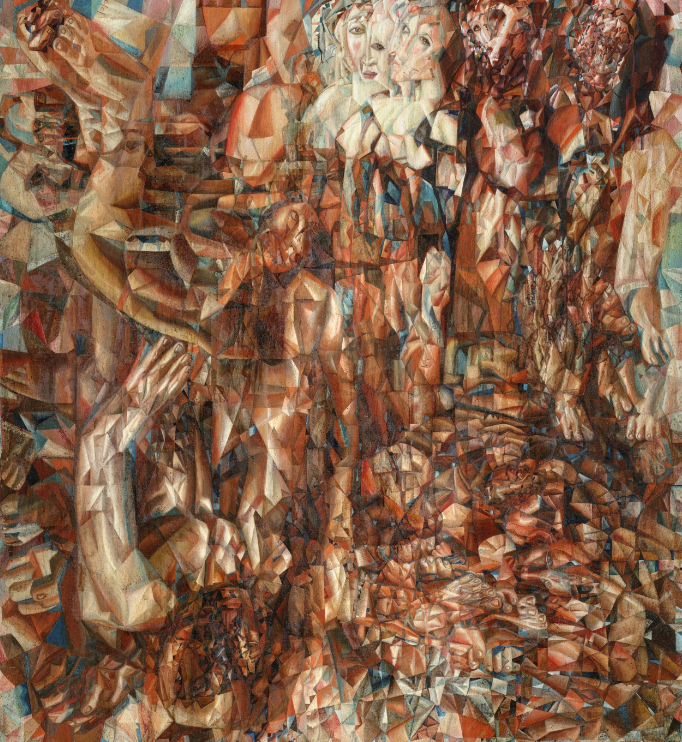
Германская война. 175×161, х.м., 1914—1915. Государственный Русский музей

В марте 1914 года Филонов, Анна Кириллова, Давид Какабадзе, Эльза Лассон-Спирова (участница выставки «Союза молодёжи») и Евгений Псковитинов выпустили манифест «Интимная мастерская живописцев и рисовальщиков „Сделанные картины“» (пометка: «Изд. „Мировый расцвет“», на обложке репродукция — филоновский «Пир королей»). Эта первая печатная декларация аналитического искусства — единственное свидетельство существования общества, где провозглашается реабилитация живописи (в противовес концепции и методу Казимира Малевича, «живописному анекдоту» Владимира Татлина) — «сделанных картин и сделанных рисунков»:
Цель наша — работать картины и рисунки, сделанные со всей прелестью упорной работы, так как мы знаем, что самое ценное в картине и рисунке — это могучая работа человека над вещью, в которой он выявляет себя и свою бессмертную душу. …Относительно живописи мы говорим, что боготворим её, введённую и въевшуюся в картину, и это мы первые открываем новую эру искусства — век сделанных картин и сделанных рисунков, и на нашу родину переносим центр тяжести искусства, на нашу родину, создавшую незабываемо дивные храмы, искусство кустарей и иконы.
Каждое прикосновение к холсту, по Филонову, — «единица действия», атом — всегда действует формой и цветом одновременно. Впоследствии (в «Докладе» 1923 года, и в дальнейшем) П. Филонов развивает тезисы манифеста: «Упорно и точно рисуй каждый атом. Упорно и точно вводи выявленный цвет в каждый атом, чтобы он туда въедался, как тепло в тело или органически был связан с формой, как в природе клетчатка цветка с цветом». Филонову важны методы, которыми действует природа, а не её формы. Художник указывает на то, что для него нет принципиальной разницы между формой, которой творят — «крайне правый реалист и левый беспредметник, и все существующие разновидности всех течений и мастеров во всех и в любом способе и сорте применения материала и в искусстве, и в производстве — все поголовно работают одною и тою же и только одною лишь реалистическою формой, иной формы нет и не может быть…»

### 1915—1929

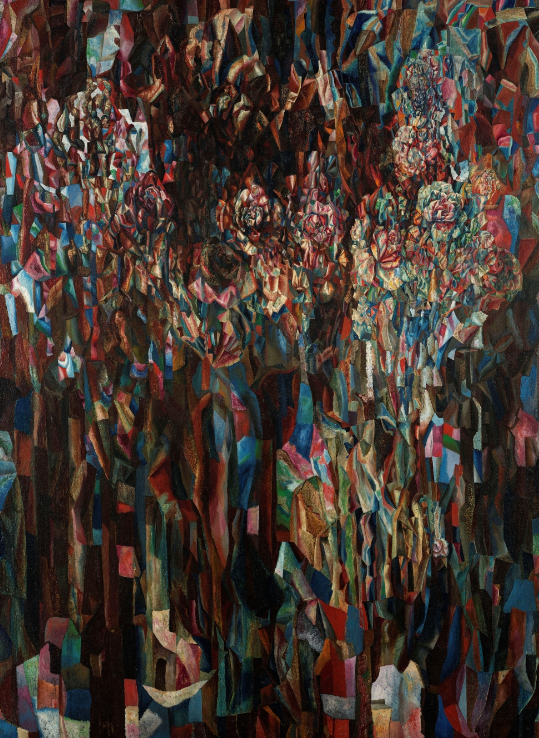
«Цветы мирового расцвета». 154×117, х.м., 1915. Государственный Русский музей

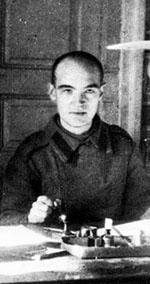
Филонов на Румынском фронте. Фото 1917 года

В 1915 году Филонов написал картину «Цветы мирового расцвета» (х., м., 154,5 × 117 см), которая вошла в цикл «Ввод в мировой расцвет». Полотно почти полностью беспредметно. Этот путь русского авангарда начал Кандинский, вслед за ним Ларионов выдвигает концепцию лучизма (1912 год).
Осенью 1916 года мобилизован на войну и направлен на Румынский фронт рядовым 2-го полка Балтийской морской дивизии. Павел Филонов принимает активное участие в революции и занимает должности председателя Исполнительного военно-революционного комитета Придунайского края в Измаиле, председателя ВРК Отдельной Балтийской морской дивизии и т. п.
В 1918 году вернулся в Петроград и принял участие в Первой свободной выставке произведений художников всех направлений — грандиозной выставке в Зимнем дворце. Виктор Шкловский приветствует художника, отмечая «громадный размах, пафос великого мастера». На выставке были представлены работы из цикла «Ввод в мировой расцвет». Две работы: «Мать», 1916 г. и «Победитель города», 1914—1915 гг. (обе — смешанные техники на картоне или бумаге) были подарены Филоновым государству.
В 1918—1919 годах пишет картину «Формула Космоса» — первую чистую абстракцию автора, вслед за которой появилась «Белая картина» (1919). Далее Филонов пишет картину «Победа над вечностью» (1920—1921).
В 1922 году дарит две работы Русскому музею (в том числе — «Формулу петроградского пролетариата», 1920—1921, х., м., 154 × 117 см).
К 1922 г. относится попытка Филонова реорганизовать живописный и скульптурный факультеты Академии художеств в Петрограде — безуспешная; идеи Филонова не находят официальной поддержки. Но Филонов прочёл ряд лекций по теории и «идеологии» аналитического искусства. Конечным результатом была «Декларация „Мирового расцвета“» — наиболее важный документ аналитического искусства. Филонов там настаивает, что, кроме формы и цвета, есть целый мир невидимых явлений, которые не видит «видящий глаз», но постигает «знающий глаз», с его интуицией и знанием. Художник представляет эти явления «формою изобретаемою», то есть беспредметно.
В 1920-е годы Филонов создал и в дальнейшем всеми силами поддерживал собственную художественную школу — коллектив «мастеров аналитического искусства» — МАИ. В 1927 г. МАИ оформляет интерьеры Дома печати, проводит там выставку и участвует в постановке «Ревизора» Гоголя режиссёра И. Терентьева. К этому периоду относятся такие работы Филонова, как два варианта «Формулы весны», 1927—1929 гг. (второй монументальный холст — 250 × 285 см), «Живая голова», 1923 г., 85 × 78 см; динамичное — «Без названия», 1923 г., 79 × 99 см и «Композиция», 1928—1929 гг., 71 × 83 см.

### 1930—1941

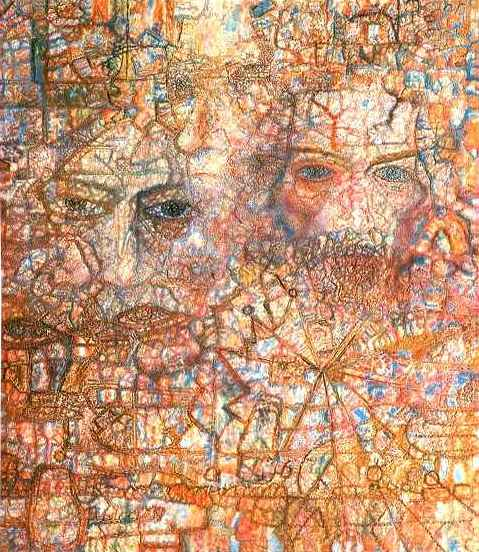
Лики. 64×56, х.м., 1940. Государственный Русский музей

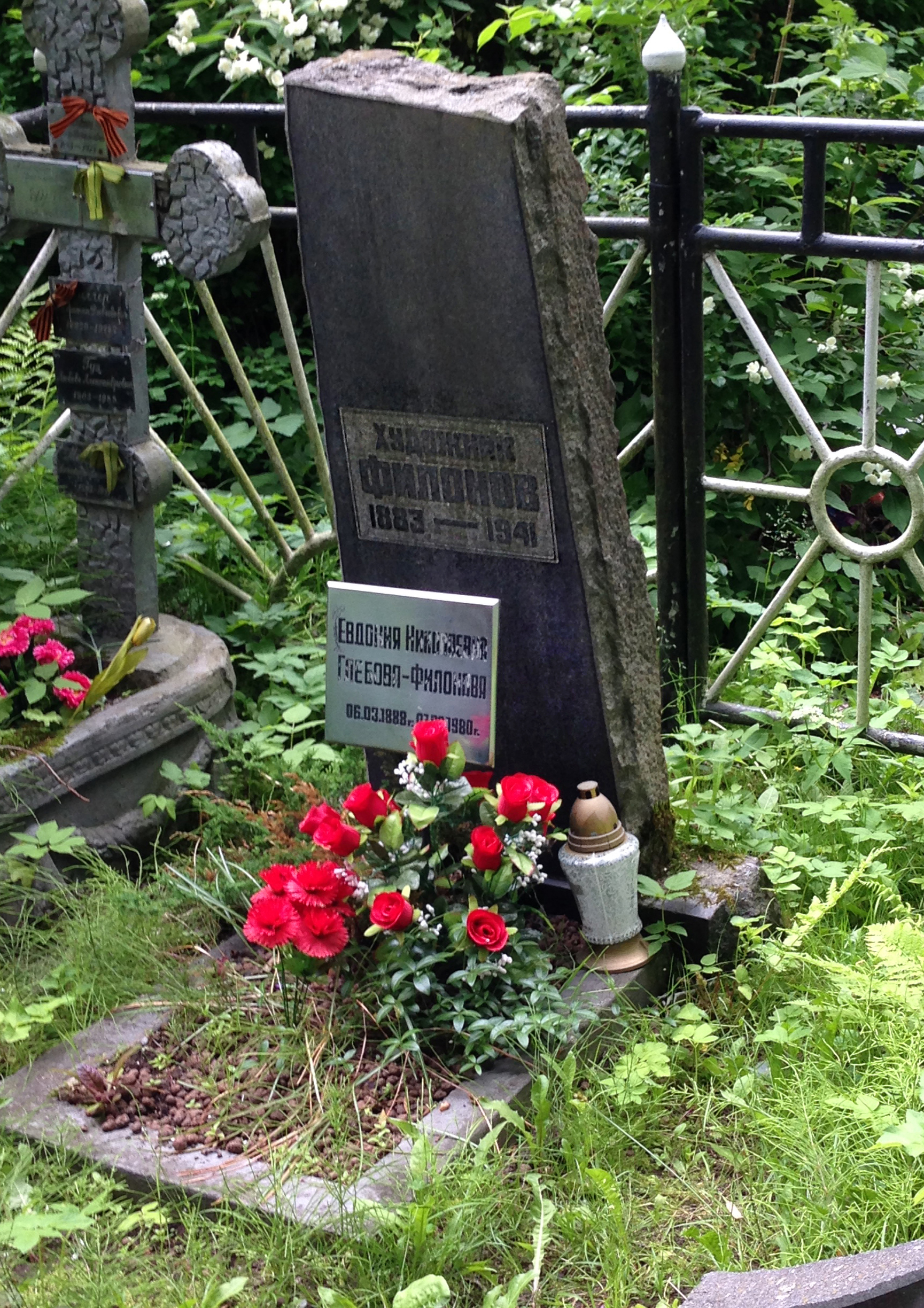
Могила Филонова и его сестры Е. Н. Глебовой на Серафимовском кладбище Санкт-Петербурга. 2017 год

B 1930-e гoды обвиняемые в формализме художник и его ученики стали объектами ожесточённой травли. Активный приверженец школы Филонова, художник Василий Купцов, не выдержав нападок, покончил с собой. Мастер голодал, экономил на всём, продолжая преподавать бесплатно. Как и раньше, из-за нехватки денег на покупку холста он часто писал масляными красками по бумаге или картону. Одна из последних работ Филонова — «Лики», 1940 г., 64×56 см.
В 1932 году группа МАИ под художественным руководством П. Н. Филонова иллюстрировала финский эпос «Калевала» издательства «Academia». Работа велась строго по принципу аналитического метода П. Н. Филонова. Над оформлением книги работали: Т. Глебова, А. Порет, Е. Борцова, К. Вахрамеев, С. Закликовская, Павел Зальцман, Н. Иванова, Э. Лесов, М. Макаров, Н. Соболева, Л. Тагрина, М. Цыбасов.
3 декабря 1941 года художник умер в блокадном Ленинграде. Художница Т. Н. Глебова описывает прощание с учителем: «8 декабря. Была у П. Н. Филонова. Электричество у него горит, комната имеет такой же вид, как всегда. Работы прекрасные, как перлы сияют со стен, и как всегда в них такая сила жизни, что точно они шевелятся. Сам он лежит на столе, покрытый белым, худой как мумия. 4 декабря 1941 года на собрании в ЛОССХ было предложено почтить память умерших товарищей, в числе которых был и Филонов. Так было объявлено о его смерти».
П. Н. Филонов похоронен на Серафимовском кладбище, на 16 участке, непосредственно около церкви св. Серафима Саровского. В той же могиле в 1980 году захоронена его сестра Е. Н. Глебова (Филонова).

## Семья
Сёстры:

П. Н. Филонов с женой Е. А. Серебряковой. Фото 1928 года

- Екатерина Николаевна Филонова (в замуж. Фокина-Азибер; 1876—?)[21]. Ее муж (2-й брак) — Арманд Францевич Азибер, владелец Санкт-Петербургской консервной фабрики, поставлявшей свою продукцию русской армии. В Первую мировую войну А.Азибер ушел добровольцем на фронт; пропал без вести. Екатерина Николаевна с сыном Рене[22] (ее дочь Нина от первого брака в 1927 году уехала в Латвию с отцом) жили в России до 1930-х годов, позже эмигрировали во Францию[23]. Внук Екатерины Николаевны (сын дочери Нины) — монах Герман (Глеб Подмошенский).
- Александра Николаевна Филонова (Гуэ)[24] (1878—1958). Ее муж — Александр Андреевич Гуэ (1855–1919), бельгиец по происхождению, инженер, купец первой гильдии. После ранней смерти родителей заботу о братьях и сестрах Филоновых, взяли на себя Александра Николаевна и ее муж.
- Мария Николаевна Филонова (1880—1965)
- Евдокия Николаевна Филонова (Глебова) (21.02.1888 (04.03.1888)—1980), певица, педагог вокала. Ее муж — Н.Глебов-Путиловский. После смерти брата и его жены, уезжая в 1942 году в эвакуацию, Евдокия Николаевна передала произведения П.Н.Филонова на временное хранение в Русский музей. По возвращении бережно хранила их у себя. Вторично передала наследие Филонова в Русский музей в 1960 году. В 1977 году передала в дар музею 300 произведений живописи и графики, а незадолго до смерти завещала еще 15 работ[25][26].

Жена — с 1921 (официально брак был зарегистрирован в 1929) по 1941 годы — Тетельман, Рина Соломоновна (Екатерина Александровна; по первому — гражданскому — браку Серебрякова, 1862, Одесса — 1942, Ленинград) была в свое время активным членом организации «Народная воля». Умерла во время блокады, пережив мужа на несколько месяцев. Место ее захоронения неизвестно.
Пасынки — дети Е. А. Серебряковой: Владимир Эсперович Серебряков (1885—1936), историк Анатолий Эсперович Серебряков (1890—1938), художник Пётр Эсперович Серебряков (1896—1938).  Когда Екатерина Александровна и Эспер Александрович Серебряков вернулись с младшими сыновьями в Россию, Владимир остался в Великобритании. Один из его сыновей — Виктор (1912–2000) был избран президентом общества «Менса».  Анатолий и Пётр были репрессированы и расстреляны в 1938 году.

## Адреса в Петрограде—Ленинграде

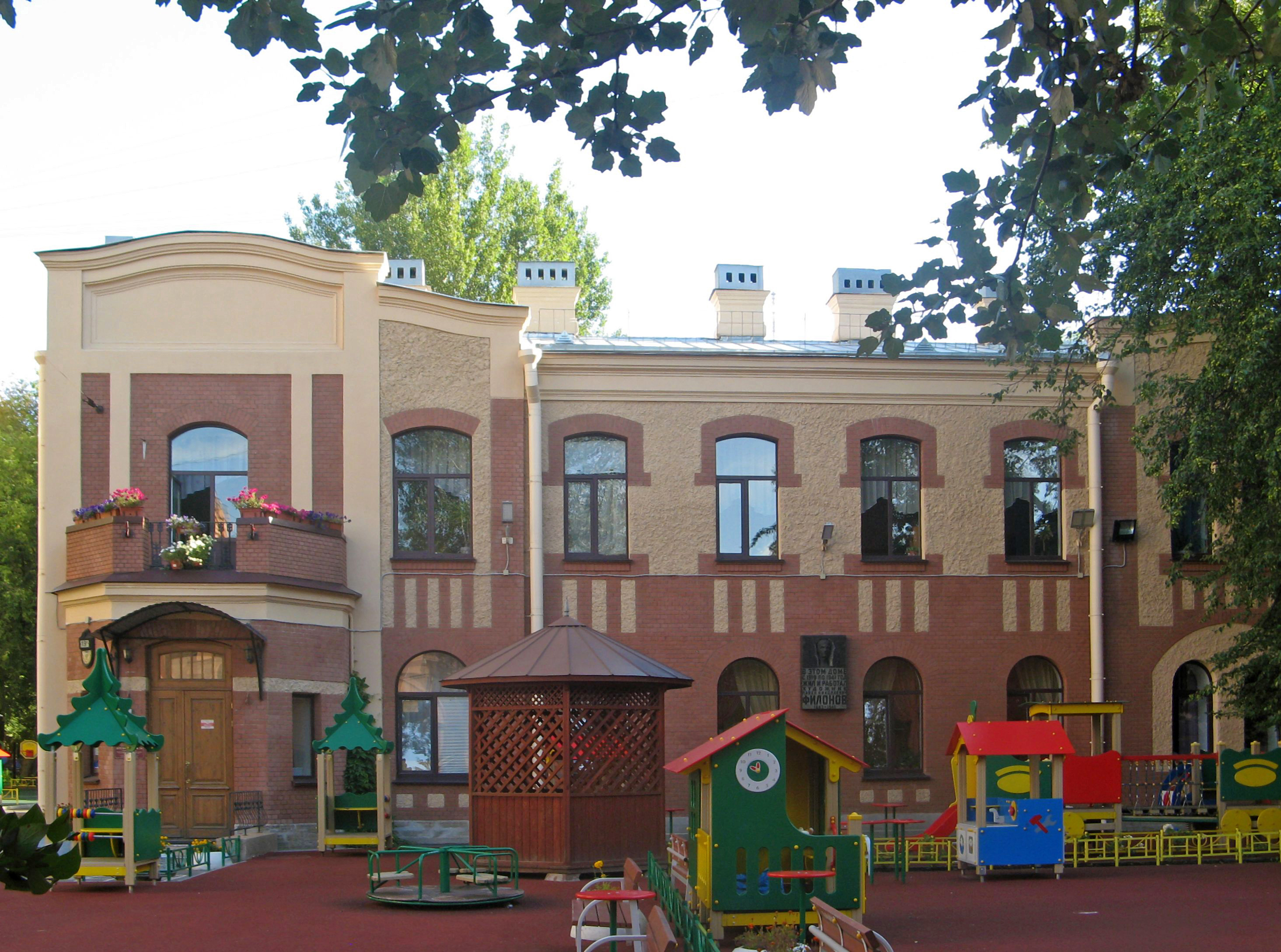
Дом, где жил и работал Филонов (ул. Литераторов, 19)

- 1918—1919 гг. — Старо-Петергофский проспект, 44;
- 1919 г. — 03.12.1941 года — общежитие писателей имени Василия Голубева — улица Литераторов, 19[31].

## Выставки
1929 г. — планировалась персональная выставка Филонова в Русском музее. Работы художника провисели в помещениях музея целый год; был дважды подготовлен каталог; шла важная полемика в прессе и дискуссии во время закрытых просмотров. Выставка, впрочем, не открылась, несмотря на поддержку Филонова влиятельнейшим И. И. Бродским.
1932—1933 гг. — Филонов принял участие в выставке «Художники РСФСР за 15 лет», после этого времени практически не выставлялся.
1967 г. — 18 августа в Новосибирске, в Картинной галерее Сибирского отделения АН СССР открылась первая послевоенная персональная выставка работ Филонова.
1968 г. — 1 февраля состоялись однодневная выставка и вечер памяти П. Н. Филонова в Большом зале Ленинградского отделения СХ РСФСР на ул. Большая Морская, 38.
1988 г. — первая объёмная и значительная персональная выставка в Государственном Русском музее в Ленинграде.
1989—1990 гг. — выставка работ художника в музее современного искусства парижского центра Ж. Помпиду.
1994 г. — в рамках арт-проекта «С днём рождения, Павел Филонов!» Антона Кузьмина состоялось первое экспонирование работ Филонова в Екатеринбурге. Были представлены четыре графических (бумага, тушь) и одна живописная («Композиция», холст, масло) работы.
2006 г. — в июле в Государственном Русском музее открылась масштабная выставка «Павел Филонов. Очевидец незримого». Выставку сопровождал богато иллюстрированный каталог (на русском и английском языках).
2007 г. — выставка «Павел Филонов. Очевидец незримого» была развёрнута в Государственном музее изобразительных искусств им. А. С. Пушкина.
2015 г. — выставка Павла Филонова в филиале Русского музея в Малаге (Испания).
2017—2018 гг. — Выставка «Павел Филонов» в Самарском областном художественном музее.
2019—2020 гг. — Выставка «Глаз видящий, глаз знающий» в Государственном музее изобразительных искусств
Республики Татарстан.

## Судьба творческого наследия

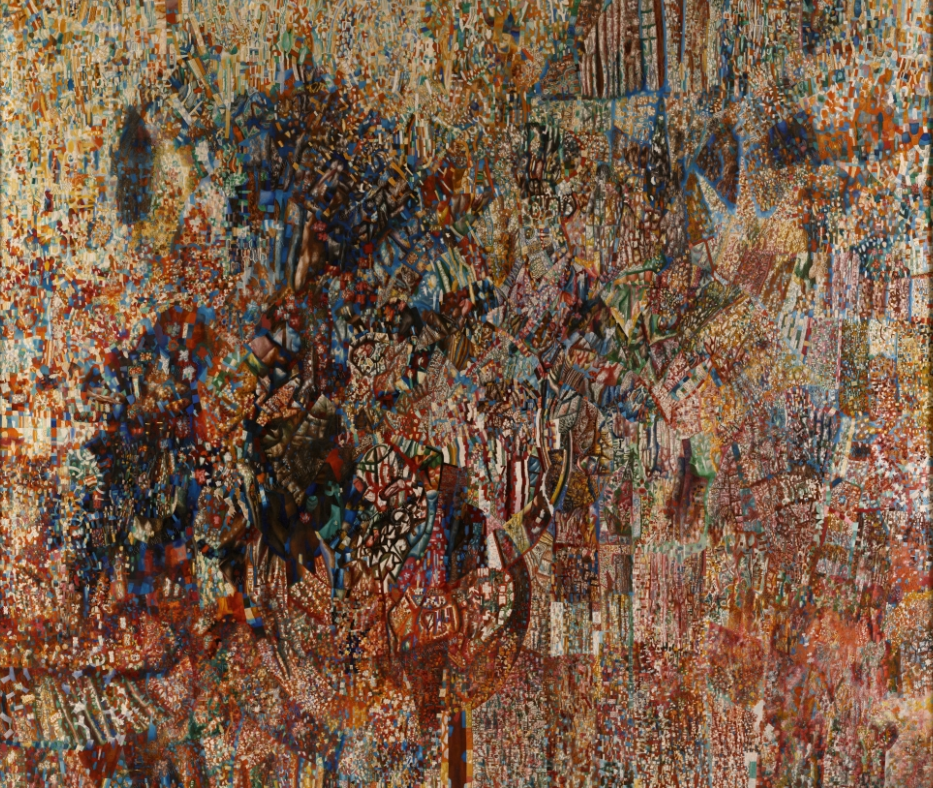
«Формула весны». 250×285, х.м., 1928—1929. Государственный Русский музей

Мечтая о безвозмездной передаче всех своих работ Советскому государству при условии создания на их основе музея аналитического искусства, Филонов принципиально (за очень редким исключением) не продавал своих картин. 15 января 1939 г. он записал в своём дневнике: 
Все мои работы, являющиеся моей собственностью, я берёг годами, отклоняя многие предложения о продаже их, берёг с тем, чтобы подарить партии и правительству, с тем, чтобы сделать из них и из работ моих учеников отдельный музей или особый отдел в Русском музее, если партия и правительство сделают мне честь — примут их.
После смерти Филонова работы были унаследованы сёстрами художника Марией и Евдокией. Практически полностью его наследие (около 300 живописных и графических работ) сохранялось младшей сестрой Евдокией Николаевной Глебовой (1888—1980).
Начиная с семидесятых годов, официально не признанное творческое наследие Филонова стало объектом пристального внимания представителей антикварного рынка и криминальных кругов, среди которых были печально известные контрабандисты Евгения Гуткина и Моисей Поташинский. В создавшихся условиях в 1977 году Е. Н. Глебова передала всю коллекцию в дар Государственному Русскому музею (ГРМ). Но начавшиеся ранее кражи и контрабандный вывоз работ художника за рубеж продолжались. В частности, на парижской выставке 1989—1990 годов были представлены восемь рисунков П. Н. Филонова, похищенных из собрания Русского музея и нелегально вывезенных за границу. Подмену оригиналов копиями, ставшую возможной предположительно из-за халатности тогдашнего руководства музея, обнаружил еще в 1985 году искусствовед, сотрудник ГРМ Евгений Ковтун.
По инициативе Государственного Русского музея Ленинградским управлением КГБ было начато расследование, однако ему не давали ход некие влиятельные персоны во власти. И тогда руководство Ленинградского УКГБ решило предать это дело широкой огласке, связавшись с находившимся тогда в Ленинграде журналистом А. Г. Мосякиным. По сути это была секретная спецоперация, результатом которой стали две статьи «Страсти по Филонову», опубликованные весной 1990 года в журнале «Огонёк» и ленинградской газете «Смена». Резонансные статьи подвигли прокуратуру Ленинграда начать и довести до конца расследование хищений работ Филонова и других художников из Русского музея.
В 2000 году после многолетних переговоров, по достигнутой договорённости парижских владельцев работ Филонова и российской стороны, семь из восьми подлинных рисунков Филонова были возвращены в ГРМ. Восьмой рисунок («Пропагандист», 1924—1925) возвращён не был. В 1989—1992 годах произошла новая серия краж из Русского музея, после чего из трёх похищенных рисунков Филонова в музей вернулись только два. Судьба нескольких исчезнувших в разные годы произведений художника остаётся неизвестной.
В настоящее время в постоянной экспозиции ГРМ в зале Филонова представлено около десяти картин художника. Некоторые произведения экспонируются в Новой Третьяковке. Идея создания музея аналитического искусства не была реализована, и основная часть работ Филонова хранится в запасниках.

## Галерея

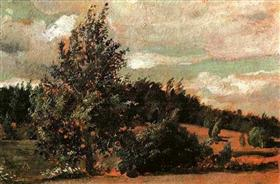
Пейзаж (ветер), 1907. Масло на картоне. Русский музей. 20,5×30,5 см
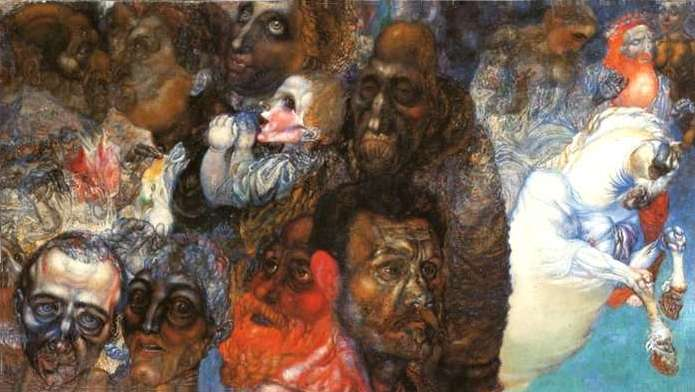
Головы, 1910. Масло на картоне. Русский музей. 28,5×47,5 см
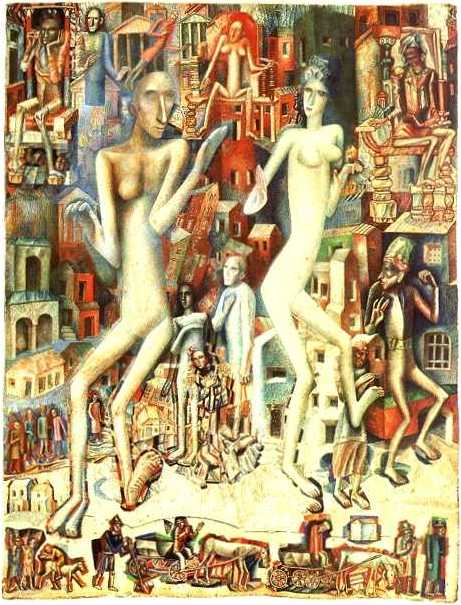
Мужчина и женщина, 1912—1913. Акварель, тушь, перо, кисть на бумаге. Русский музей. 31×23,3 см
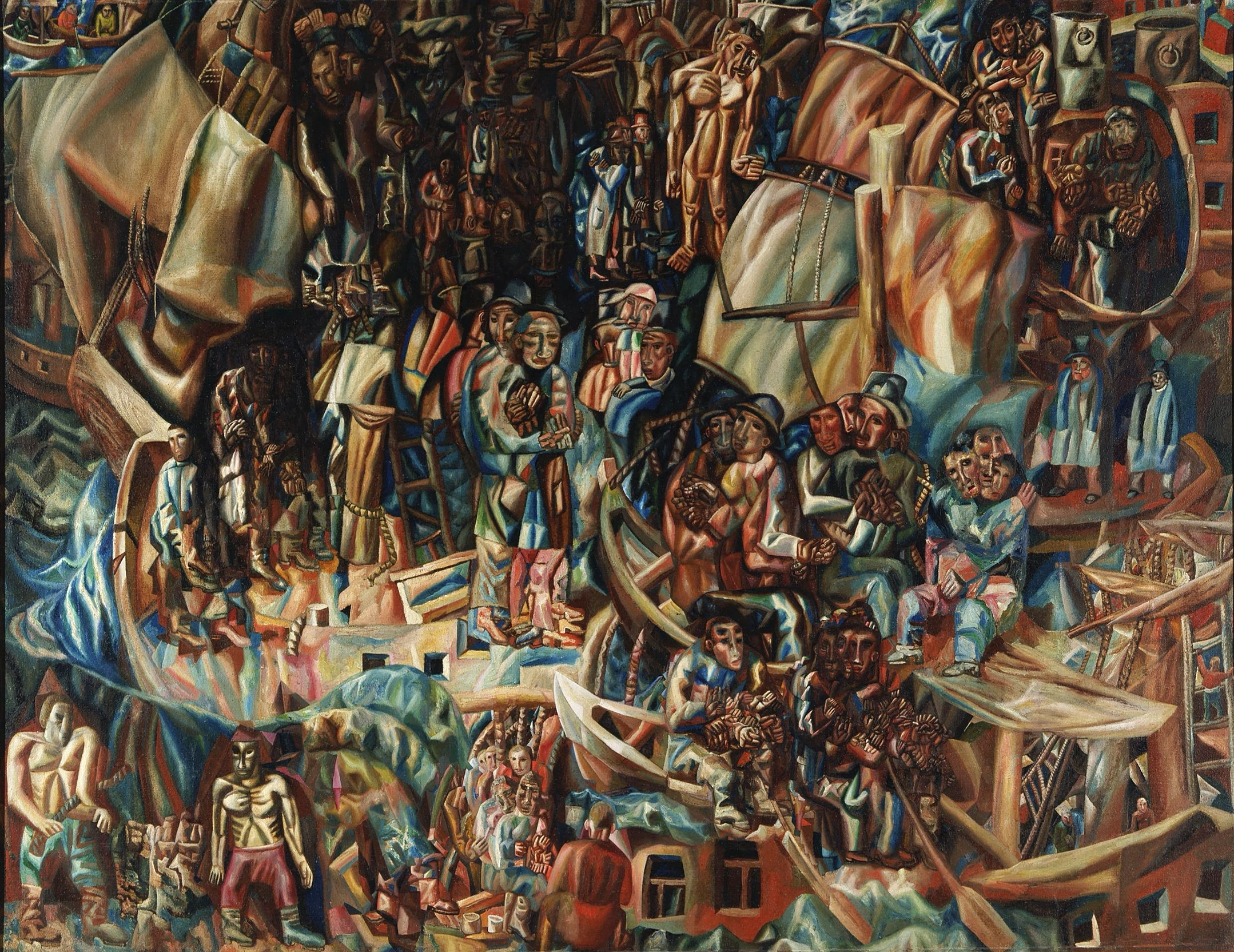
Композиция. Корабли, 1913—1915. Масло на холсте. Государственная Третьяковская галерея. 117×154 см
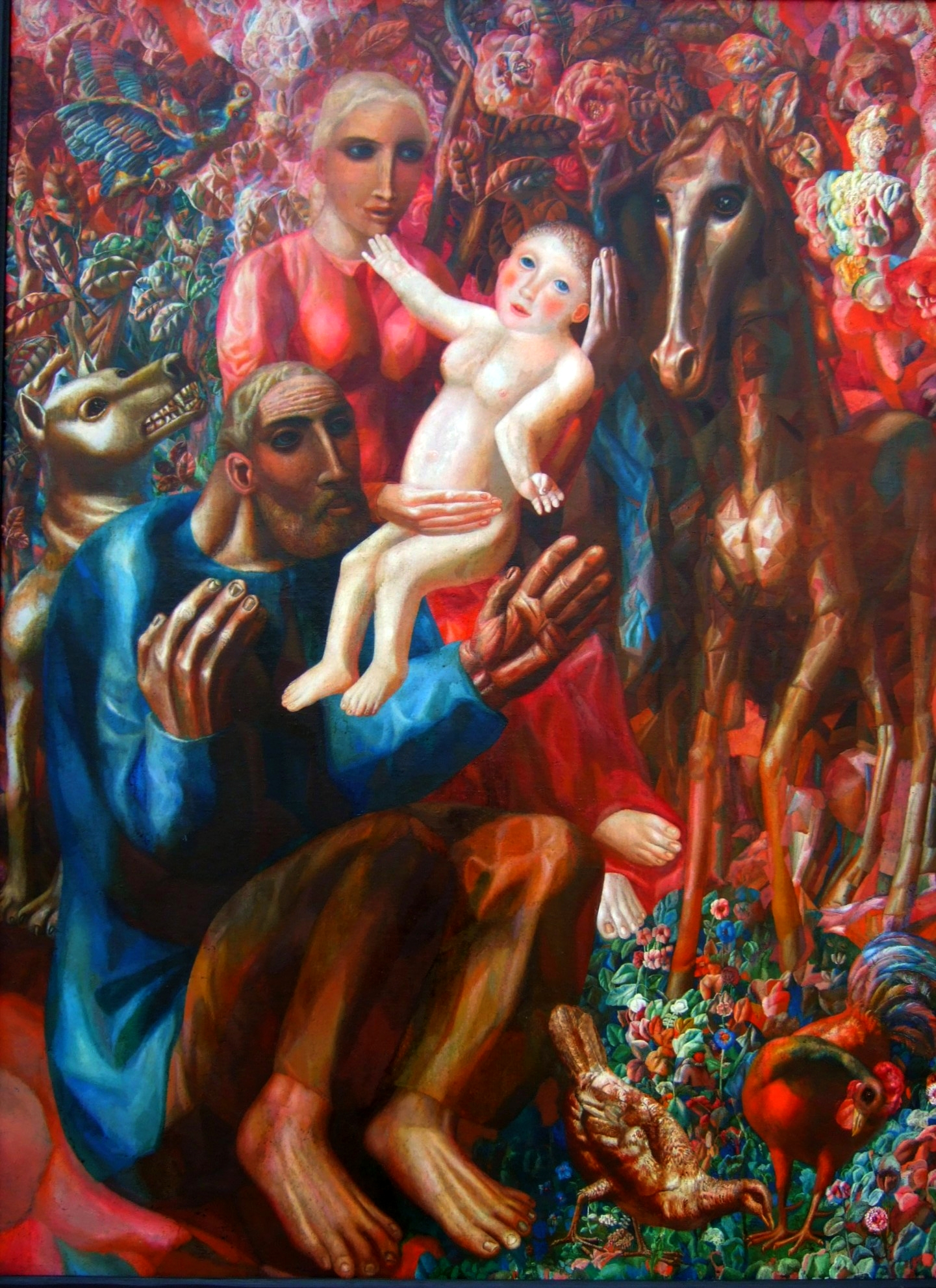
Крестьянская семья, 1914. Масло на холсте. Русский музей. 159×128 см
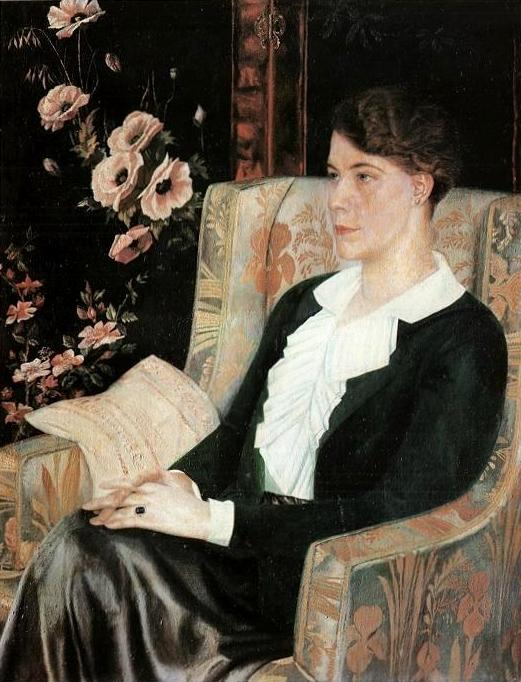
Портрет Евдокии Глебовой (сестра художника), 1915. Масло на холсте. Русский музей. 117×152,5 см
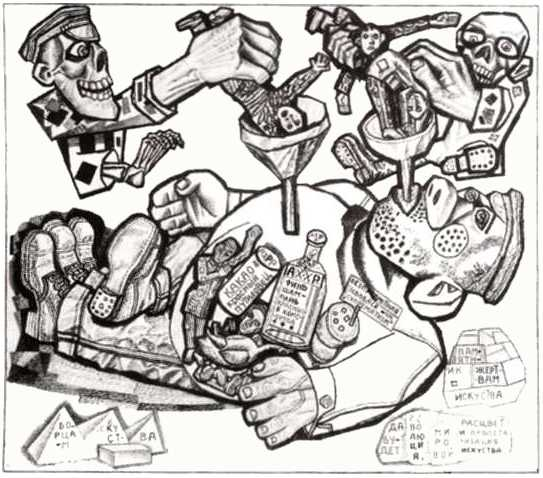
Формула современной педагогики, 1923. Тушь, перо, кисть на бумаге. Русский музей. 17,5×20 см
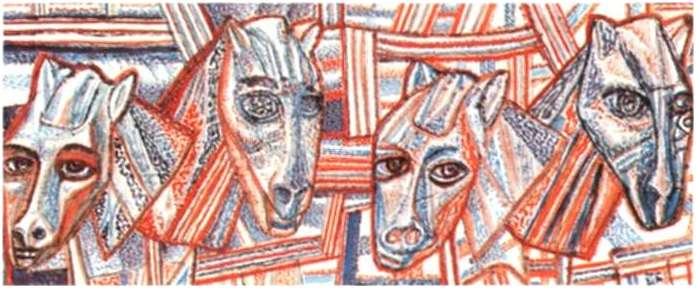
Лошади, 1924—1925. Акварель, тушь, перо на бумаге. Русский музей. 5,6×13,5 см
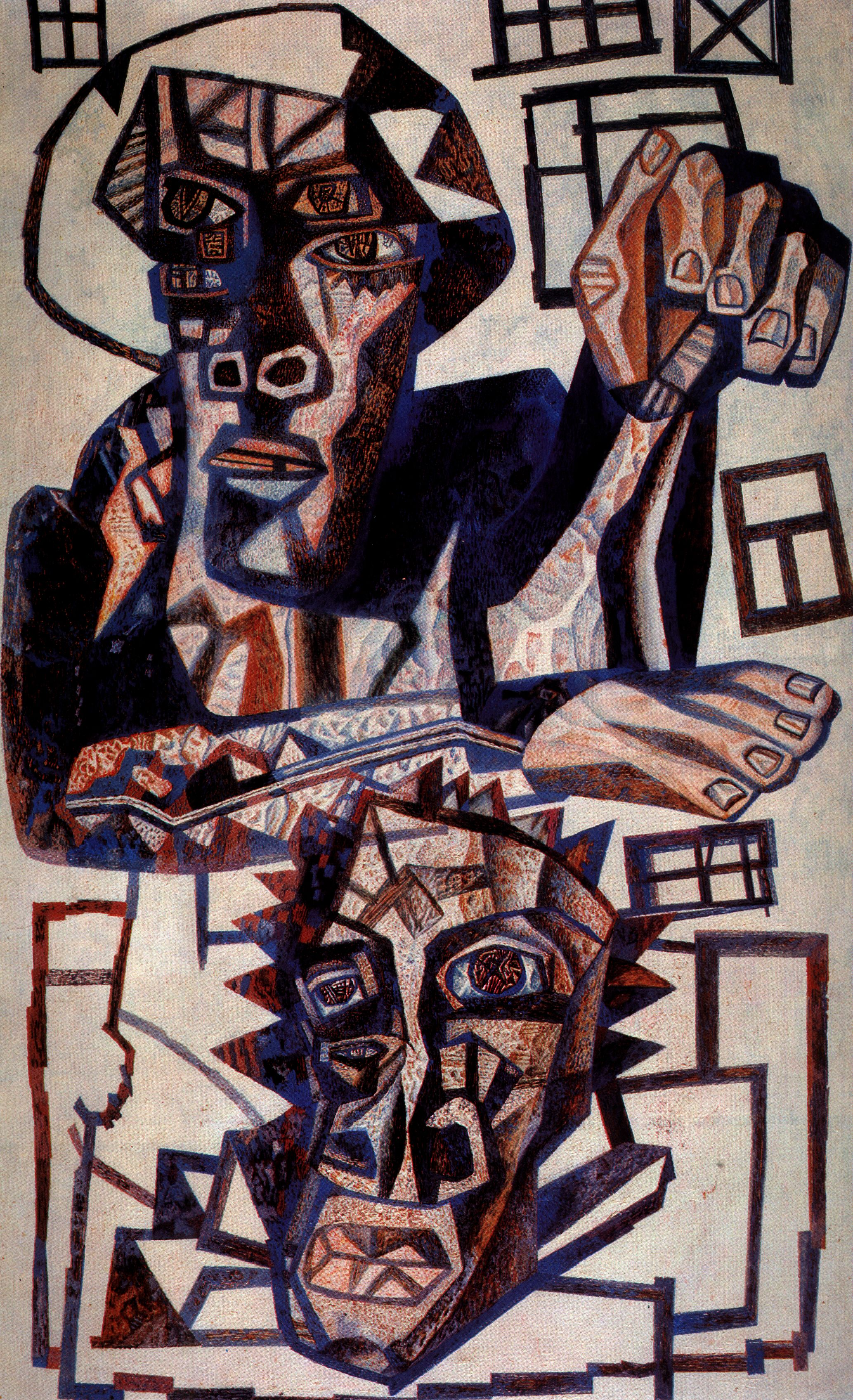
Две головы, 1925. Масло на бумаге. Русский музей. 70,5×44 см
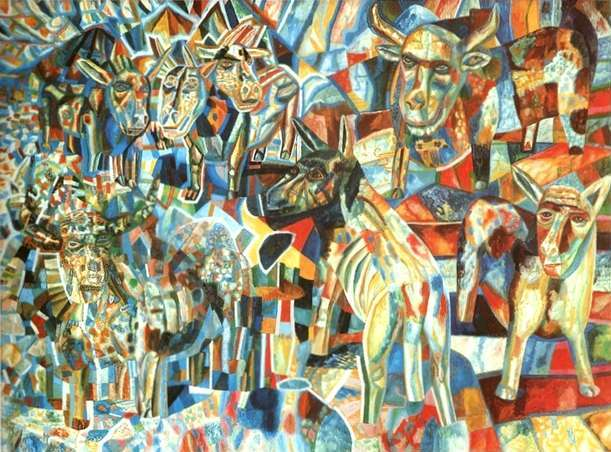
Животные, 1930. Масло на бумаге. Русский музей. 67,5×91 см
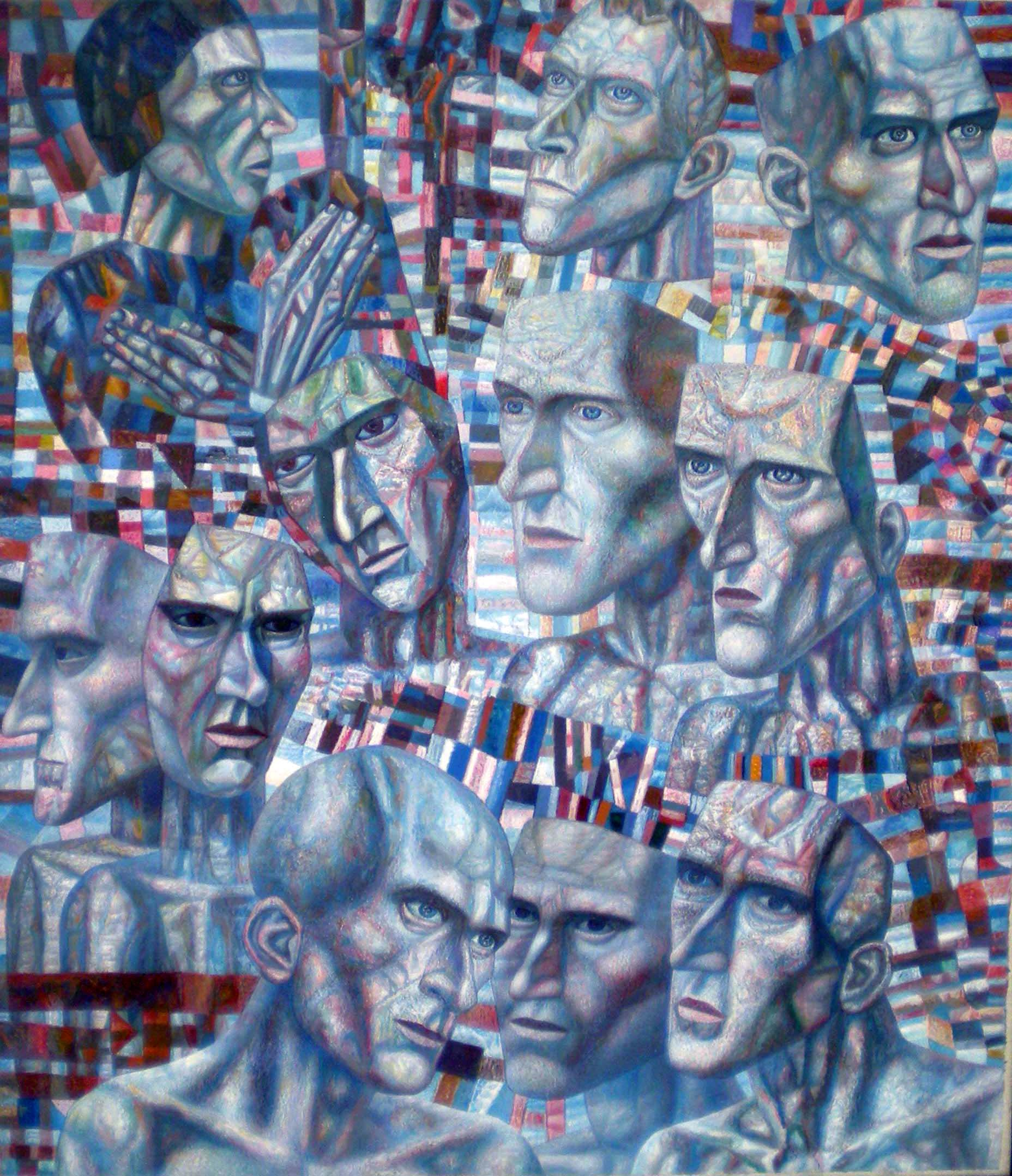
Ударники, 1935. Масло на холсте. Русский музей. 72×82 см
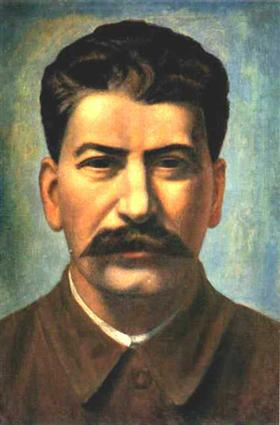
Портрет И. В. Сталина, 1936. Масло на холсте. Русский музей. 99×67 см

## «Мастера аналитического искусства» (МАИ). Ученики Павла Филонова
Одна из крупных школ русского авангарда. Создана Филоновым в 1925 году. Официально признана в 1927 году. В разные годы в состав МАИ входило до 70 художников. Творческий метод МАИ основывался на теоретических установках Филонова, которые были развиты в манифесте «Сделанные картины» (Петербург, 1914 год), в «Декларации Мирового Расцвета» («Жизнь искусства», 1923 год, номер 20, стр. 13) и в рукописи «Идеология аналитического искусства и принцип сделанности». Официально МАИ существовала до весны 1932 г., но занятия в мастерской Павла Филонова продолжались вплоть до его смерти в 1941 году.
Список участников
- Авлас Владимир Дмитриевич (1904—1975) — член МАИ
- Борцова Елена Николаевна (1903—19??) — член МАИ с 1925 по 1932 г.
- Вахрамеев Константин Васильевич (1889—1934) — член МАИ с 1925 г.
- Глебова Татьяна Николаевна (1900—1985) — член МАИ с 1926 по 1931 г.
- Гурвич, Борис Исаакович (1905—1985) — член МАИ с 1924 по 1930 г.
- Евграфов Николай Иванович (1904 — август 1941) — член МАИ с 1925 по 1932 г.
- Закликовская Софья Людвиговна (1899—1975) — член МАИ с 1927 по 1932 г.
- Зальцман Павел Яковлевич (1912—1985) — член МАИ с 1930 по 1932 г.
- Иванова Людмила Александровна (1904—1978) — член МАИ
- Иванова Нина Владимировна (19??—197?) — член МАИ c 1925 по 1932 г.
- Капитанова (Арапова) Юлия Григорьевна (1889—1976) — член МАИ с 1929 по 1932 г.
- Кибрик Евгений Адольфович (1906—1978) — член МАИ с 1926 по 1930 г.
- Кондратьев Павел Михайлович (1902—1985) — член МАИ с 1927 по 1932 г.
- Купцов Василий Васильевич (1899—1935) — официально членом МАИ не являлся, но был активным приверженцем школы Филонова
- Лесов, Эфраим Залманович (1904—19??) — член МАИ
- Лукстынь Ян Карлович (1887—193?) — член МАИ с 1925 по 1927 г.
- Луппиан (Луппьян) Владимир Карлович 1892 (Великие Луки) — 1983 (Ленинград) — член МАИ с 1925 по 1930 г.
- Львова Екатерина Николаевна (18??—19??) — член МАИ
- Макаров Михаил Константинович (1904—196?) — член МАИ с 1927 г.
- Мордвинова Алевтина Евгеньевна (1900—1980) — член МАИ с 1927 г.
- Новиков Георгий Александрович (1898—1981) — член МАИ с 1927 по 1932 г.
- Порет Алиса Ивановна (1902—1984) — член МАИ с 1925 г.
- Рабинович Саул Львович (1906—19??) — член МАИ
- Сашин Андрей Тимофеевич (1896—1965) — член МАИ с 1927 по 1930 г.
- Суворов Иннокентий Иванович (1898—1947) — член МАИ 1925—1930 г.
- Сулимо-Самуйлло Всеволод Ангелович (1903—1965) — член МАИ с 1926 по 1932 г.
- Тагрина Любовь Николаевна (1884—1955) — член МАИ с 1929 г.
- Тенисман (Тэннисман) Эдуард Альма (ок. 1906—1941/42) — член МАИ 1925—1930 г.
- Фёдоров, Арсений Дмитриевич (1894—1941) — член МАИ
- Хантингтон-Хукер, Хелен (1905—1993) — училась у Филонова в 1928—1929 гг.
- Хапаев Николай Алексеевич (1896—1973) — член МАИ с 1930 г.
- Хржановский Юрий Борисович (1905—1987) — член МАИ с 1927 по 1930 г.
- Цыбасов Михаил Петрович (1904—1967) — член МАИ с 1926 г.
- Шванг Иосиф Александрович (1900—1937) — член МАИ с 1926 г.

## Память

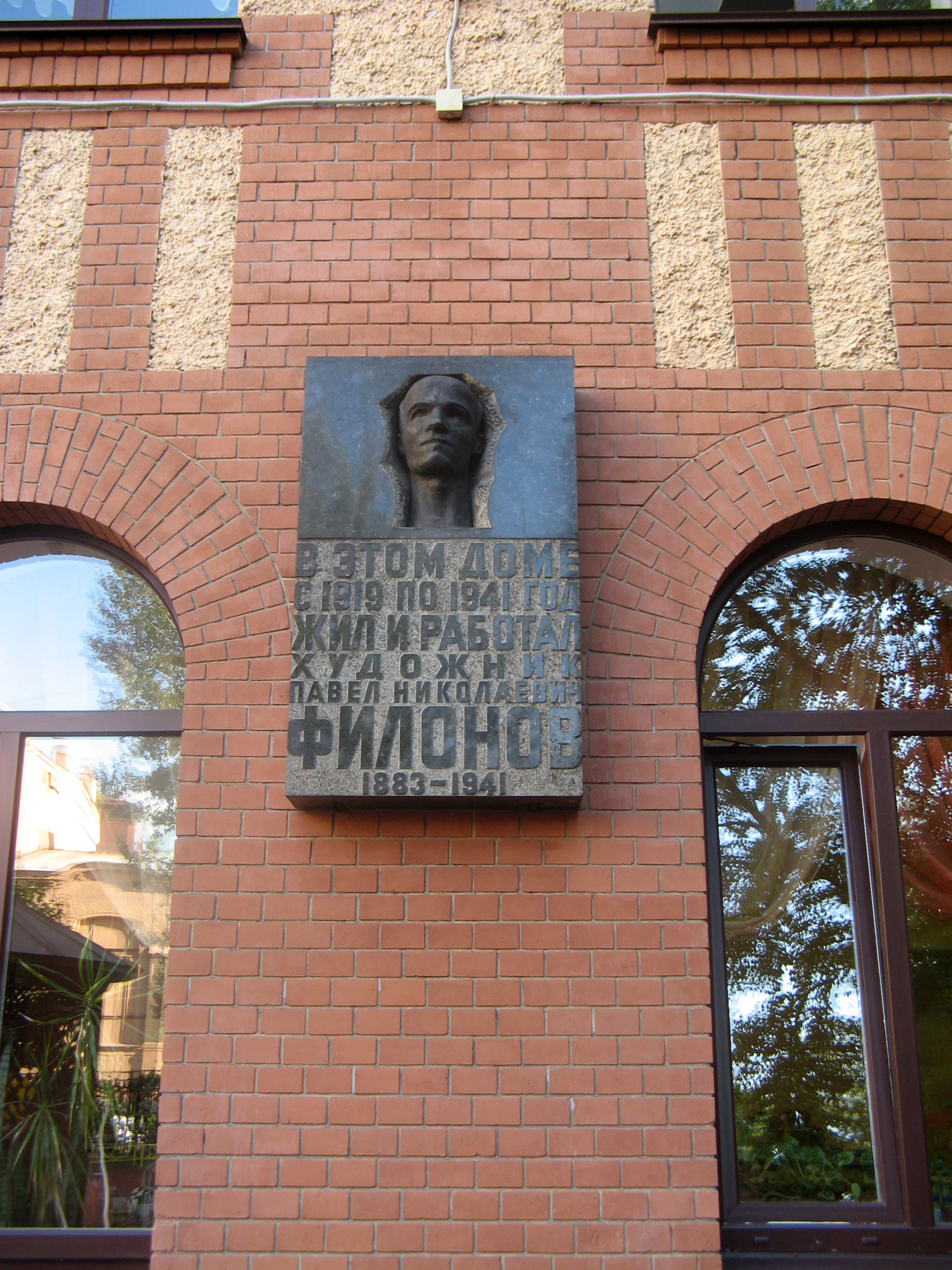
Мемориальная доска на доме Филонова (ул. Литераторов, 19)

- В 1987 году вышел фильм «Павел Филонов», режиссёр Валерий Наумов, композитор Давид Аладжян.
- В 1996 году на средства Русского музея на фасаде дома, где в 1919—1941 гг. жил П. Филонов, была установлена мемориальная доска[41].
- В 2018 году в Москве в Даниловском районе появился бульвар Павла Филонова[42].